# Joan Sentís i Sunyer
Joan Sentís i Sunyer (Xerta, 1561 – Barcelona, 7 d'octubre de 1632) fou bisbe de Barcelona (1620-1632) i virrei de Catalunya de forma interina (1622-1626). Es pot considerar que va esdevenir el polític més important de la vegueria de l'Ebre a l'Edat Moderna.
Nasqué a Xerta (Baix Ebre), membre d'una familia noble que posseïa importants càrrecs polítics i eclesiàstics. Fou prior de la Col·legiata de Santa Anna de Barcelona. Va actuar d'una manera exemplar davant la dràmatica situació que va causar la pesta a la ciutat de Barcelona l'any 1627. Va fer construir el seminari ubicat al carrer Montalegre de la mateixa ciutat.
L'any 1625 va desenvolupar un paper clau en la segregació del seu municipi de la veïna ciutat de Tortosa i va aconseguir que obtingués el títol de Vila per Reial Decret. Al maig del 1628 va fer una estada d'un mes a Xerta amb motiu de les celebracions de la Concòrdia amb Tortosa, durant aquesta estada va consagrar l'església parroquial de la vila que estava en construcció (1580-1690).
Va morir a Barcelona l'any 1632 i fou enterrat a la capella de la mare de Déu del Roser de la catedral.
El títol nobiliari dels Sentís passà a la casa de Ramon. Un descendent de la familia Sentís fou el baró de Tamarit, Josep Vicent Ramon de Sentís i Cascajares, regidor de València i comte consort de Ripalda.